# Recoubeau-Jansac
Recoubeau-Jansac é uma comuna francesa na região administrativa de Auvérnia-Ródano-Alpes, no departamento de Drôme. Estende-se por uma área de 12,96 km². Em 2010 a comuna tinha 272 habitantes (densidade: 21 hab./km²).